# Symfomania
Symfomania («Симфоманія») — український жіночий інструментальний колектив з Києва. Стиль групи можна охарактеризувати як симфонічний рок або неокласичний метал. До складу групи входять струнний квартет (дві скрипки, альт, віолончель), а також електроарфа, клавішні та ударні інструменти.

## Історія

### Початок (2004—2007)
Група Symfomania з'явилася на основі класичного квартету, створеного студентками музичної академії імені П. І. Чайковського навесні 2004 року. Основу репертуару спочатку складали класичні твори і популярні мелодії, які учасниці колективу виконували у власному перекладенні. Квартет почав виступати під назвою «Імперія». У колективі все робилося своїми силами - самостійно писалися обробки, шилися костюми, робилися записи в домашній студії, складалися власні твори…
Влітку 2004 року відбулося знайомство з Олександром Мілевським, в особі якого дівчата знайшли творчого однодумця. Олександр починає займатися всіма організаційними питаннями колективу.
У листопаді 2005 року склад групи поповнився двома новими учасницями — барабанщицею і клавішницею.
Поява барабанів і клавішних відкриває новий етап у творчості колективу. В цей час, паралельно з концертною діяльністю, накопичується новий музичний матеріал, йде робота над удосконаленням образу.
Через кілька місяців спільної роботи затверджується основний склад групи.

### Зміна назви. Empire (2007—2009)
У 2007 році, за сімейними обставинами двох учасниць, Марини Лосицької та Ірини Шкулки, в колектив приходять Вероніка Черняк і Дарина Сєдова.
З кінця 2008 року колектив продовжує працювати під новою назвою Symfomania і в 2009 році випускає дебютний альбом - «Empire», в якому зібрано найцінніший матеріал, за весь період професійного становлення групи.

### Aria (2009—2010)
Також в 2009 році Symfomania записала другий альбом, в основу якого покладено пісні російської групи «Арія».
Влітку 2009 року до складу колективу повертаються Марина Лосицька та Ірина Шкулка, але в декретну відпустку йдуть Марія Бродова і Валентина Буграк. Таким чином, склад знову змінюється.
17 серпня 2010 року стало відомо, що Symfomania виконає кавер-версію композиції «Останній захід» групи Ария, яка увійшла в триб'ют-альбом «A Tribute to Арія. XXV ».
20 грудня 2010 року виходить альбом «Aria», що складається з інструментальних кавер-версій пісень групи Ария.

## Концерти, фестивалі
З моменту заснування група виступала на багатьох музичних фестивалях і концертах, таких як: відкриття «Євробачення 2005» в Києві, міжнародний музичний фестиваль «Таврійські ігри 2005-2006», міжнародний турнір з бодібілдингу «Золотий каштан 2005-2006», український музичний фестиваль «Лазурний берег 2006», церемонія нагородження премії в сфері телебачення «Телетріумф 2006», перший український бал «Золота Амфора», церемонії нагородження номінацій «Кращий спортсмен року 2006», «Гордість країни 2007», «Панацея 2009», а також відкриття виставок і презентацій компаній «Microsoft», «Samsung», «LG», «Audi», «Toyota», «Subaru», «KIA», «HP» та інших брендів. 30 квітня 2010 року група брала участь в урочистому відкритті Формули-2 в Марракеш, Марокко. 28-29 жовтня 2010 року група виступала на 13-й міжнародній автомобільній виставці в Стамбулі, Туреччина. 9 листопада 2013 група виступила на «Арія-фесті» — фестивалі метал-музики, проведеному групою «Арія».

## Дискографія

### Студійні альбоми
- 2009 — Empire
- 2010 — Aria

### Кавер-версії пісень
| №  | Назва           | Альбом                 | Рік  | Автор |
| -- | --------------- | ---------------------- | ---- | ----- |
| 1. | Последний закат | A Tribute to Ария. XXV | 2010 | Ария  |